# ایتور بلانکو
ایتور بلانکو (انگلیسی: Aitor Blanco؛ زادهٔ ۲۱ فوریهٔ ۱۹۷۷) بازیکن فوتبال اهل اسپانیا است.
از باشگاه‌هایی که در آن بازی کرده‌است می‌توان به باشگاه فوتبال میراندس اشاره کرد.